# ジャングル・ブック2
『ジャングル・ブック2 うたって おどって 大冒険!』（原題: The Jungle Book 2）は、2003年のアメリカのアニメーション映画。
インドのジャングルで狼の家族に育てられた自然児モーグリは、前作『ジャングル・ブック』で一度は人間の村に戻るものの、再びジャングルに踏み込んで、後を追う村の少女シャンティたちと新たな冒険を体験する。
劇場公開作品。

## 声の出演
| 役名           | 原語版声優                     | 日本語吹き替え              | 日本語吹き替え              |
| 役名           | 原語版声優                     | DVD版                       | ディズニー・チャンネル版    |
| -------------- | ------------------------------ | --------------------------- | --------------------------- |
| シャンティ     | メイ・ホイットマン             | サエコ                      | 清水理沙                    |
| バルー         | ジョン・グッドマン             | 台詞：郷里大輔 歌：鹿野由之 | 台詞：郷里大輔 歌：鹿野由之 |
| モーグリ       | ハーレイ・ジョエル・オスメント | 村上想太                    | 村上想太                    |
| ランジャン     | コナー・ファンク               | 上村祐翔                    | 上村祐翔                    |
| バギーラ       | ボブ・ジョールス               | 稲葉実                      | 稲葉実                      |
| シア・カーン   | トニー・ジェイ                 | 加藤精三                    | 加藤精三                    |
| ランジャンの父 | ジョン・リス＝デイヴィス       | 宝亀克寿                    | 宝亀克寿                    |
| カー           | ジム・カミングス               | 八代駿                      | 八代駿                      |
| ハティ大佐     | ジム・カミングス               | 富田耕生                    | 富田耕生                    |
| MCモンキー     | ジム・カミングス               | 堀内賢雄                    | 堀内賢雄                    |
| ラッキー       | フィル・コリンズ               | 江原正士                    | 江原正士                    |
| バジー         | ジェフ・ベネット               | 麦人                        | 麦人                        |
| フラップス     | ブライアン・カミングス         | 不明                        | 不明                        |
| ディジー       | ジェス・ハーネル               | 隈本吉成                    | 隈本吉成                    |
| ジィギー       | ジェス・ハーネル               | 不明                        | 不明                        |
| 子ゾウ         | ボビー・エドナー               | 海鋒拓也                    | 海鋒拓也                    |
| メッサー       | ヴィーナ・ビダーシャ           | 深見梨加                    | 深見梨加                    |

## スタッフ
- 監督：スティーヴ・トレンバース
- 製作：クリストファー・チェイス、 メアリー・ソーン
- 脚本：カール・グアーズ
- 音楽：ロレイン・フェザー、ポール・グラボウスキー、パトリック・グリフィン、ジョエル・マクニーリー

### 日本語版制作スタッフ
- 演出：清水洋史
- 翻訳／訳詞：佐藤恵子
- 音楽演出：深澤茂行
- 録音・調整：アオイスタジオ
- 録音制作：（株）東北新社
- 制作監修：山本千絵子
- 日本語版制作：DISNEY CHARACTER VOICES INTERNATIONAL, INC.